# Зафра
Зафра је град смештен у покрајини Бадахоз, који припада аутономној заједници Екстрамадури, и главни је град комерке Зафра — Ријо Бодион. Према попису из 2011, број становника је износио 16.677.
Зафра је родни град Руја Лопеза, аутора првих европских расправа о шаху, као и хуманисте и арбитристе Педра де Валенсије.

## Партнерски градови
- Рамбује
- Естремоз